# Brunelles
Brunelles is een plaats en voormalige gemeente in het Franse departement Eure-et-Loir in de regio Centre-Val de Loire en telt 489 inwoners (1999). De plaats maakt deel uit van het arrondissement Nogent-le-Rotrou.

## Geschiedenis
Brunelles is op 1 januari 2019 gefuseerd met de gemeenten Coudreceau en Margon tot de gemeente Arcisses. 

## Geografie
De oppervlakte van Brunelles bedraagt 20,3 km², de bevolkingsdichtheid is 24,1 inwoners per km².
De onderstaande kaart toont de ligging van Brunelles met de belangrijkste infrastructuur en aangrenzende gemeenten.

## Demografie
Onderstaande figuur toont het verloop van het inwonertal (bron: INSEE-tellingen).